# Turycza
Turycza (ukr. Турича) – wieś na Ukrainie, w obwodzie lwowskim, w rejonie jaworowskim.